# Oameni care povestesc
Oameni care povestesc este un film românesc din 1983 regizat de Ovidiu Bose Paștina.